# جين إليزابيث هاريس
جين إليزابيث هاريس (بالإنجليزية: Jane Elizabeth Harris)‏ هي كاتِبة نيوزيلندية، ولدت في 1853، وتوفيت في 18 سبتمبر 1942.